# Horace Rawlins

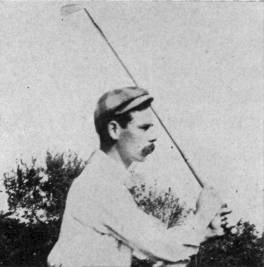

Horace Rawlins (5 augustus 1874 – 1940) was een Engelse golfprofessional die in 1895 als eerste de U.S. Open won.
Rawlins werd geboren op het Isle of Wight in Engeland. Hij emigreerde echter naar de Verenigde Staten van Amerika in 1895 en accepteerde daar een baan bij de Newport Country Club in Newport, Rhode Island. Deze club was gastheer van de eerste US Open op 4 oktober 1895. Rawlins was een van de 11 deelnemers aan dit toernooi. In 1896 eindigde Rawlins als tweede bij de US Open.